# ARM Humboldt (BI-01)
Le ARM Humboldt (BI-01) est le plus ancien navire océanographique de la Marine mexicaine.

## Histoire
Il a été construit sur le chantier naval allemand  J.G. HITZLER à  Lauenburg et livré à la Marine mexicaine le 1er juin 1970.

### Note et référence
1. ↑  Buques de Investigación Oceanográfica - Site Marine mexicaine